# Однажды ночью (фильм, 1944)
«Одна́жды но́чью» — советский художественный фильм режиссёра Бориса Барнета, снятый в 1944 году на Ереванской студии художественных фильмов по сценарию Фёдора Кнорре.
Премьерный показ состоялся в мае 1945 года.

## Сюжет
Идёт Великая Отечественная война. Над прифронтовым оккупированным городом терпит крушение советский бомбардировщик сбитый немцами.
Экипаж самолёта пытается выжить. Раненых пилотов спасают местные жители, они прячут отважных авиаторов в развалинах домов. По следам сбитого экипажа идёт группа фашистов.
В центре сюжета подвиг молодой русской девушки Вари (Ирина Радченко), укрывшей на чердаке полуразрушенного дома раненых лётчиков. Немцы выслеживают убежище, но благодаря мужеству и стойкости Вари бойцам удаётся уйти к своим. Вскоре Красная Армия внезапным и мощным ударом освобождает город — немцы в панике бегут. Один из уцелевших бойцов (Борис Андреев) находит раненую, но не сдавшуюся фашистам девушку в развалинах, где он недавно скрывался. 

Барнет создает грустную полуприключенческую ленту о том, как девушка спасает раненых бойцов в оккупированном городе. Получается метафизический триллер. Сон. На экране предстает абсолютно разрушенный мир — развалины и руины. Жить тут практически невозможно. Да никто и не живёт, лишь изредка бродят странные существа без внятно определённых целей.— А. Шпагин Искусство кино (2005, №5) .

## В ролях
| Актёр          | Роль                  |
| -------------- | --------------------- |
| Ирина Радченко | Варя                  |
| Борис Андреев  | Христофоров           |
| Иван Кузнецов  | Вяткин                |
| В. Леонов      | Веселовский           |
| Николай Дупак  | Санников              |
| Борис Барнет   | немецкий офицер Бальц |
| Алексей Юдин   | Белугин               |
| Ольга Горева   | Ульяна                |

## Статьи и публикации
- Александр Шпагин. Религия войны. Субъективные заметки о богоискательстве в военном кинематографе // Искусство кино : журнал. — 2005. — Май (№ 5). — ISSN 0130-6405.

## Внешние медиафайлы
- Сергей Лаврентьев. О фильме и творчестве Ирины Радченко. Телеканал Культура. ВГТРК (2013). Дата обращения: 25 июня 2017. Архивировано 25 июля 2017 года.
- Художественный фильм «Однажды ночью» (1944) на YouTube — Классика советского кино (официальный канал)